# Remo nos Jogos Pan-Americanos de 2023 - Dois sem feminino
A competição do dois sem feminino do remo nos Jogos Pan-Americanos de 2023 foi disputada entre 21 e 23 de outubro de 2023 na Lagoa Grande, em San Pedro de la Paz. Um total de 20 remadoras de 10 Comitês Olímpicos Nacionais (CON) participaram do evento.

## Calendário
Horário local (UTC−3).
| Data          | Hora | Fase          |
| ------------- | ---- | ------------- |
| 21 de outubro | 8:00 | Eliminatórias |
| 22 de outubro | 9:00 | Repescagem    |
| 23 de outubro | 8:20 | Final B       |
| 23 de outubro | 8:40 | Final A       |

## Medalhistas
| Ouro   | USA Hannah Paynter e Isabela Darvin    |
| Prata  | CAN Olivia McMurray e Abigail Dent     |
| Bronze | PAR Nicole Martínez e Alejandra Alonso |

## Resultados

### Eliminatórias
As duas primeiras de cada bateria se classificam à Final A, as restantes disputam a repescagem.
Bateria 1
| Pos. | Remadoras                              | CON           | Tempo   | Notas |
| ---- | -------------------------------------- | ------------- | ------- | ----- |
| 1    | Olivia McMurray Abigail Dent           | CAN Canadá    | 7:37:96 | FA    |
| 2    | Antonia Zanetta Magdalena Nannig       | CHI Chile     | 7:44:53 | FA    |
| 3    | Valeria Olivera Yuliana Etchebarne     | URU Uruguai   | 7:54:04 | R     |
| 4    | María Isabel Vanegas Evidelia González | NCA Nicarágua | 8:17:86 | R     |
| 5    | Yendris Vásquez Francis Chacín         | VEN Venezuela | 8:47:20 | R     |

Bateria 2
| Pos. | Remadoras                          | CON                | Tempo   | Notas |
| ---- | ---------------------------------- | ------------------ | ------- | ----- |
| 1    | Hannah Paynter Isabela Darvin      | USA Estados Unidos | 7:30:39 | FA    |
| 2    | Nicole Martínez Alejandra Alonso   | PAR Paraguai       | 7:34:41 | FA    |
| 3    | Milena Viana Maria Clara Lewenkopf | BRA Brasil         | 7:43:64 | R     |
| 4    | Ingrid Marcipar Olivia Peralta     | ARG Argentina      | 7:47:54 | R     |
| 5    | María Sheccid García Devanih Plata | MEX México         | 7:54:78 | R     |

### Repescagem
As duas primeiras da repescagem se classificam à Final A, as restantes disputam a Final B (fora da chance por medalhas).
| Pos. | Remadoras                              | CON           | Tempo   | Notas |
| ---- | -------------------------------------- | ------------- | ------- | ----- |
| 1    | Milena Viana Maria Clara Lewenkopf     | BRA Brasil    | 7:29.61 | FA    |
| 2    | Ingrid Marcipar Olivia Peralta         | ARG Argentina | 7:30.49 | FA    |
| 3    | María Sheccid García Devanih Plata     | MEX México    | 7:42.26 | FB    |
| 4    | Valeria Olivera Yuliana Etchebarne     | URU Uruguai   | 7:48.75 | FB    |
| 5    | María Isabel Vanegas Evidelia González | NCA Nicarágua | 8:08.90 | FB    |
| 6    | Yendris Vásquez Francis Chacín         | VEN Venezuela | 8:45.03 | FB    |

### Finais
As regatas finais definem as posições de todas as remadoras. Na Final A são decididas as medalhistas.
Final B
| Pos. | Remadoras                              | CON           | Tempo   | Notas |
| ---- | -------------------------------------- | ------------- | ------- | ----- |
| 7    | María Sheccid García Devanih Plata     | MEX México    | 7:38.37 |       |
| 8    | Valeria Olivera Yuliana Etchebarne     | URU Uruguai   | 7:45.55 |       |
| 9    | María Isabel Vanegas Evidelia González | NCA Nicarágua | 7:59.60 |       |
| 10   | Yendris Vásquez Francis Chacín         | VEN Venezuela | 8:50.93 |       |

Final A
| Pos.              | Remadoras                          | CON                | Tempo   | Notas |
| ----------------- | ---------------------------------- | ------------------ | ------- | ----- |
| Medalha de ouro   | Hannah Paynter Isabela Darvin      | USA Estados Unidos | 7:15.85 |       |
| Medalha de prata  | Olivia McMurray Abigail Dent       | CAN Canadá         | 7:20.64 |       |
| Medalha de bronze | Nicole Martínez Alejandra Alonso   | PAR Paraguai       | 7:21.19 |       |
| 4                 | Milena Viana Maria Clara Lewenkopf | BRA Brasil         | 7:22.63 |       |
| 5                 | Ingrid Marcipar Olivia Peralta     | ARG Argentina      | 7:29.29 |       |
| 6                 | Antonia Zanetta Magdalena Nannig   | CHI Chile          | 7:29.59 |       |